# Belleville (Kansas)
Belleville é uma cidade localizada no estado americano de Kansas, no Condado de Republic.

## Demografia
Segundo o censo americano de 2000, a sua população era de 2239 habitantes. 
Em 2006, foi estimada uma população de 1911, um decréscimo de 328 (-14.6%).

## Geografia
De acordo com o United States Census Bureau tem uma área de 
5,1 km², dos quais 5,0 km² cobertos por terra e 0,1 km² cobertos por água. Belleville localiza-se a aproximadamente 476 m acima do nível do mar.

## Localidades na vizinhança
O diagrama seguinte representa as localidades num raio de 24 km ao redor de Belleville. 